# 小行星10343
小行星10343（10343 Church）是一颗绕太阳运转的小行星，为主小行星带小行星。该小行星于1991年11月4日发现。

## 轨道参数
小行星10343的轨道半长轴为3.1326672 UA，离心率为0.149。